# 김기영 (1915년)
김기영(1915년 12월 18일~?)은 대한민국의 정치인이다. 제5대 국회의원을 지냈다.

## 역대 선거 결과
|  | 10.59% |

|  | 17.07% |

|  | 20.70% |

|  | 26.25% |

|  | 19.43% |